# Gunung Rambung
Gunung Rambung är ett berg i Indonesien.   Det ligger i provinsen Aceh, i den västra delen av landet, 1 700 km nordväst om huvudstaden Jakarta. Toppen på Gunung Rambung är 1 480 meter över havet.
Terrängen runt Gunung Rambung är huvudsakligen kuperad, men åt nordost är den bergig.Runt Gunung Rambung är det mycket glesbefolkat, med 3 invånare per kvadratkilometer. I omgivningarna runt Gunung Rambung växer i huvudsak städsegrön lövskog.